# Biville-la-Baignarde
Biville-la-Baignarde is een gemeente in het Franse departement Seine-Maritime (regio Normandië) en telt 514 inwoners (1999). De plaats maakt deel uit van het arrondissement Dieppe.

## Geografie
De oppervlakte van Biville-la-Baignarde bedraagt 7,1 km², de bevolkingsdichtheid is 72,4 inwoners per km².
De onderstaande kaart toont de ligging van Biville-la-Baignarde met de belangrijkste infrastructuur en aangrenzende gemeenten.

## Demografie
Onderstaande figuur toont het verloop van het inwonertal (bron: INSEE-tellingen).